# 의탄성
의탄성(pseudoelasticity) 또는 초탄성(superelasticity)은 형상 기억 합금이 탄성을 발휘하여 미리 설정된 모습으로 돌아오게 하는 성질을 말하며 강철과 같은 일반 기계 부품에 쓰이는 용수철에 비해 탄성 변형의 허용폭이 더 크다.
이를테면, 기계 부품으로서 형상기억합금으로 만든 용수철을 그 기계의 작동 온도보다 낮은 온도로 탄성을 회복하는 합금으로 용수철을 만들어 사용할 경우, 보다 큰 부하를 용수철에 걸 수 있기 때문에 공학쪽에서 보면 설계가 더 유리하다. 특히 탄성 회복 온도가 낮은 형상기억합금을 의탄성 합금이라고 말한다.

## 같이 보기
- 형상 기억 합금
- 탄성